# Александров, Владимир Владимирович (футболист)
Владимир Владимирович Александров (15 июня 1956) — советский и киргизский футболист, полузащитник, киргизский футбольный тренер.

## Биография
В советский период провёл два сезона в соревнованиях мастеров в составе ошского «Алая» во второй лиге, в остальные годы играл в чемпионате Киргизской ССР среди коллективов физкультуры.
После распада СССР несколько лет выступал в независимом чемпионате Кыргызстана за «Спартак» (Токмак), «КВТ-Химик» (Кара-Балта), «Шумкар» (Бишкек). Завершил карьеру в 40-летнем возрасте. Всего в высшей лиге Кыргызстана сыграл 90 матчей и забил 8 голов.
После окончания игровой карьеры стал работать детским тренером в школе бишкекской «Алги». В 2001—2003 годах возглавлял на взрослом уровне команду «Олимпия-85» (Бишкек), состоявшую из молодых футболистов 1985 года рождения, в 2003 году команда играла в высшей лиге. Затем снова вернулся к работе с детьми. Также в 2010-е годы работал инструктором в ФФКР.
Был первым тренером футболистов, известных по выступлениям в России — Ильзата Ахметова, Антона Коченкова, Максима Яковлева.
В данное время работает в Техническом отделе Кыргызского футбольного союза (бывшая ФФКР) по направлению Развитие детского - юношеского футбола.